# كريستين سوتون
كريستين سوتون (بالإنجليزية: Christine Sutton)‏ هي فيزيائية بريطانية، ولدت في 1950.